# Friedrich Hartjenstein
Friedrich Hartjenstein, detto Fritz (Peine, 3 luglio 1905 – Metz, 20 ottobre 1954), è stato un militare tedesco.
Ufficiale nazionalsocialista, raggiunse il grado di SS-Obersturmbannführer equivalente a quello di tenente colonnello, fu comandante del campo di sterminio di Birkenau e del campo di concentramento di Natzweiler-Struthof.

## Biografia
Hartjenstein nacque a Peine, in Bassa Sassonia, ed era il figlio maggiore di un calzolaio. Dopo aver frequentato le scuole d'obbligo ed il gymnasium nella sua città natale ottenne, nel settembre 1922, la licenza scolastica. Dopo aver passato alcuni anni lavorando come bracciante agricolo Hartjenstein entrò il 15 dicembre 1926 nella Reichswehr, le forze armate tedesche antesignane della Wehrmacht. Assegnato inizialmente al 17° Infanterie-Regiments di stanza a Celle (in Bassa Sassonia), Hartjenstein fece carriera raggiungendo il grado di tenente della riserva, che gli venne conferito all'atto del congedo dalle forze armate il 14 dicembre 1938.
Il 5 gennaio 1939 Hartjenstein entrò a far parte delle SS con il numero di tessera 327.350 ed il grado di SS-Oberscharführer (maresciallo). Egli fu assegnato a Sachsenhausen presso il 2º reggimento Brandenburg appartenente alle SS-Totenkopfverbände, gli speciali reparti comandati da Theodor Eicke ed adibiti alla custodia dei campi di concentramento.
Allo scoppio del secondo conflitto mondiale Hartjenstein, come molti altri membri delle SS-Totenkopfverbände, entrò a far parte delle Waffen-SS (le SS combattenti) nella SS-Totenkopf-Division. Fino all'agosto 1942 egli combatté al fronte con l'unità in Francia ed Unione Sovietica arrivando a comandarne un battaglione con il grado di SS-Sturmbannführer (maggiore). Durante il servizio al fronte Hartjenstein ottenne, per il coraggio dimostrato, la Croce di Ferro di prima e seconda classe.
Il 26 agosto 1942 Hartjenstein tornò ad occuparsi di campi di concentramento e fu assegnato all'ufficio D del SS-Wirtschafts- und Verwaltungshauptamt (WVHA, Dipartimento economico ed amministrativo delle SS), un'articolata struttura che amministrava l'impero economico delle SS ed il lavoro degli internati all'interno dei lager. Dal 1º settembre 1942 al 22 novembre 1943 Hartjenstein comandò il reparto di guardia delle SS presso il campo principale di Auschwitz. Nel novembre 1943 il campo di Auschwitz, che ormai lavorava a pieno ritmo per portare a termine la soluzione finale della questione ebraica, venne suddiviso in tre strutture indipendenti ed Hartjenstein venne nominato comandante di Auschwitz II - Birkenau, il principale centro di sterminio dell'intero complesso.
Il 5 maggio 1944, Hartjenstein venne trasferito al comando del campo di concentramento alsaziano di Natzweiler-Struthof, mantenendo l'incarico fino al settembre 1944, quando le SS evacuarono il campo per l'appressarsi delle forze americane. Hartjenstein trascorse gli ultimi mesi del conflitto presso una scuola di addestramento per carristi.
Arrestato dagli Alleati, Hartjenstein fu protagonista nel dopoguerra di una serie di processi. Il 1º giugno 1946 le forze britanniche lo processarono per l'uccisione di alcune agenti dello Special Operations Executive inglese avvenute nel campo di Natzweiler il 6 luglio 1944 e lo condannarono al carcere a vita. Processato nuovamente il 5 giugno per l'impiccagione di un aviatore inglese della RAF venne condannato a morte mediante fucilazione ma la sentenza venne sospesa ed Hartjenstein venne estradato in Francia per un nuovo processo. Una corte militare francese lo trovò colpevole dell'uccisione di massa di prigionieri a Natzweiler e lo condannò nuovamente a morte. La sentenza venne però commutata in carcere a vita.
Mentre stava scontando la sua pena, Hartjenstein morì di attacco cardiaco in un carcere a Metz il 20 ottobre 1954.